# Баранников, Александр Иванович
Алекса́ндр Ива́нович Бара́нников (1858, Путивль, Курская губерния — 6 [18] августа 1883, Санкт-Петербург) — русский революционер, член Исполнительного комитета партии «Народная воля», террорист.

## Биография

### Ранние годы

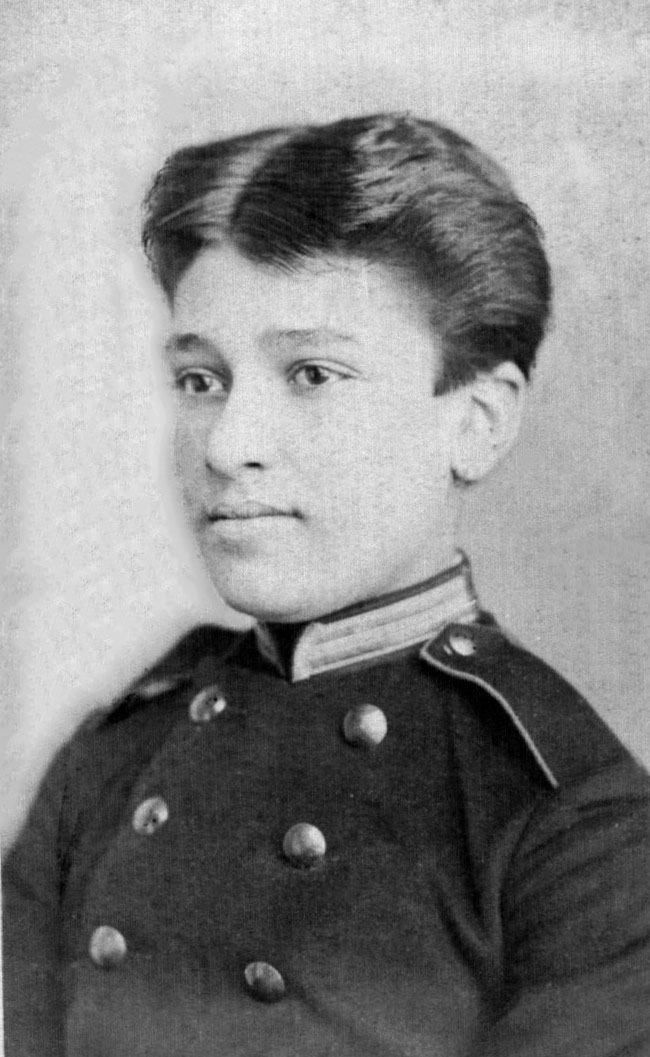
Александр Баранников в военной гимназии

Родился в 1858 году в городе Путивле в дворянской семье. Отец русский, служил капитаном в лейб-гренадёрском Эриванском полку в Грузии, мать по национальности грузинка.
Соседями Баранниковых была семья другого будущего народовольца А. Д. Михайлова. Как писал Михайлов, Баранников стал его первым другом детства и «остался моим другом и товарищем на всю жизнь». Оба были народниками, входили в Исполнительный комитет «Народной воли», судились на «Процессе двадцати» и умерли в Алексеевском равелине Петропавловской крепости.
Учился в военной гимназии в Орле, которую окончил в 1875 году. Под воздействием Михайлова увлёкся народническими идеями, много читал. Хотел поступить в Медико-хирургическую академию и стать врачом, однако у семьи не было средств на оплату его обучения. Семья требовала, чтобы, подобно отцу и старшему брату, Баранников стал военным. Под давлением родных в 1875 году поступил в Павловское военное училище в Петербурге, где учился за казённый счёт.
В возрасте 18 лет решил посвятить свою жизнь революционной деятельности. Для этого весной 1876 года инсценировал самоубийство: написал предсмертное письмо командиру, оставил одежду на берегу Невы и уехал из Петербурга. Как писала народоволка В. Н. Фигнер, «для начальства и родных с этого часа он умер».

### Участие в революционном движении

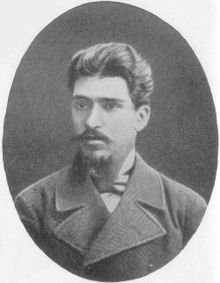

С 1876 года жил на нелегальном положении под чужими именами.
«Ушёл в народ» на Дон, бродяжничал, работал косарём, батраком, грузчиком, рыбаком, молотобойцем в кузнице.
В апреле 1877 года вернулся в Петербург, был принят в организацию «Земля и воля», участвовал в создании землевольческих поселений. В конце августа 1877 года уехал в Черногорию, где боролся против турецких войск в отряде Пеко Павлович. Поехал на Балканы с целью «ознакомиться со способами борьбы партизанских отрядов с регулярными войсками, чтобы применить потом свои знания в России».
В 1878 году вернулся в Россию и принял участие в первых насильственных акциях землевольцев.
Летом 1878 года группа землевольцев решила освободить центральных лиц процесса 193-х И. Н. Мышкина, Д. М. Рогачёва, С. Ф. Ковалика, П. И. Войнаральского, приговорённых к десяти годам каторги. Для этого планировалось совершить вооружённое нападение на конвой во время перевозки заключённых из Харькова. Отправку Мышкина, Рогачёва и Ковалика революционеры пропустили. 1 июля 1878 года Баранников вместе с М. Ф. Фроленко, А. А. Квятковским и Адрианом Михайловым напали на конвой, перевозивший Войнаральского. Из-за опоздания А. Ф. Фомина отбить узника не удалось, конвой сумел скрыться. При нападении Баранниковым был смертельно ранен один из жандармов.
Вместе с С. М. Степняком-Кравчинским и Адрианом Михайловым участвовал в убийстве шефа жандармов, начальника Третьего отделения Собственной Е.И.В. канцелярии генерала Н. В. Мезенцова. Утром 4 августа 1878 года в центре Петербурга Кравчинский напал на Мезенцова и на глазах большого количества людей заколол его кинжалом. Сопровождавший генерала отставной полковник Макаров попытался задержать Кравчинского, Баранников выстрелил в сторону Макарова, после чего оба революционера вскочили в повозку, которой правил Михайлов, и скрылись. На следствии Бараннков отмечал, что стрелял в воздух, с целью остановить, а не убить Макарова, «так как при слежении мы убедились, что г. Макаров не охранитель шефа, а простой спутник».
Весной 1879 года под именем студента Ипполита Кошурникова обвенчался с революционеркой М. Н. Оловенниковой, с которой познакомился в 1877 году в Петербурге. Несколько месяцев молодожёны жили в имении матери Оловенниковой в Орловской губернии, занимались хозяйством. Фактически брак продлился недолго — в конце августа 1879 года супруги расстались и больше не виделись.
В июне 1879 года принял участие в Липецком съезде. Съезд происходил на многолюдном Липецком курорте, куда 11 народников (Баранников, А. Д. Михайлов, М. Н. Оловенникова, М. Ф. Фроленко, А. А. Квятковский, Л. А. Тихомиров, Н. А. Морозов, А. И. Желябов, Н. Н. Колодкевич, Г. Д. Гольденберг, С. Г. Ширяев) приехали под видом отдыхающих. На Липецкий съезд собрались наиболее радикально настроенные народники, которые решили добиваться на общем воронежком съезде «Земли и воли» изменения программы партии. По их мнению, основным средством достижения социализма должна была стать политическая борьба с самодержавием. Участники съезда объявили себя Исполнительным комитетом и приняли устав, основанный на централизме, дисциплине и конспирации. В случае согласия воронежского съезда с новой программой, Исполнительный комитет должен был взять на себя осуществление терорра по отношению к властям. Когда после воронежского съезда «Земля и воля» раскололась на два направления, «политиков» и «деревенщиков», участники Липецкого съезда положили начало новой организации — партии «Народная воля». Баранников стал членом Исполнительного комитета «Народной Воли».
Участвовал в нескольких покушениях на Александра II. В 1979 году готовил подкоп под полотно Московско-Курской железной дороги для взрыва царского поезда. В 1880 году закладывал динамит под Каменный мост в Петербурге, по которому должна была проехать императорская карета. В конце 1880 — начале 1881 года принимал участие в подготовке взрыва на Малой Садовой улице.

### Арест, суд и смерть
Был арестован за несколько недель до цареубийства 25 января 1881 года по указанию предателя Окладского.
На следствии признал себя членом партии и агентом 3-й степени Исполнительного комитета (как того требовал устав организации), подтвердил своё участие в насильственных акциях.
В феврале 1882 года привлекался к суду по «Процессу двадцати». Фигнер отмечала, что одиночное заключение Баранников переживал тяжело, он с нетерпением ждал суда и смертного приговора, который воспринимал как логичное завершение своей деятельности. А. Д. Михайлов писал о поведении Баранникова на суде:

Особенно оживлён, весел и бодр Баранников — он как на балу. Для него это последний жизненный пир. Баранников рыцарь без страха и упрёка, служитель идеала и чести. Его открытое, гордое поведение так же прекрасно, как его юношеская душа.

Написал завещание товарищам:

С глубокой верой в своё святое дело, с твёрдым убеждением в его близкое торжество, с полным сознанием, что по мере слабых сил служил ему, схожу со сцены… Помните, что власть правительства опирается на меньшее, чем когда-либо, число искренних приверженцев. Оно успело возбудить ненависть во всех. Ещё одно усилие — и оно перестанет существовать… Живите и торжествуйте. Мы торжествуем и умираем.
Несмотря на тяжесть обвинений, стал единственным членом Исполнительного комитета, которого не приговорили к смертной казни. А. Д. Михайлов после приговора сообщал:

Милый Баранников огорчён чрезвычайно, у него чуть не слёзы на глазах — он хотел смерти… Его как водой окатил, сохранив ему жизнь.

15 февраля 1882 года приговорён судом к бессрочной каторге. Умер 6 августа 1883 года в Алексеевском равелине Петропавловской крепости от скоротечной чахотки в возрасте 25 лет.

## Современники о Баранникове
Фигнер писала, что Баранников не имел хорошей теоретической подготовки, тяготился пропагандистскими задачами, был молчалив, редко и кратко выражал своё мнение. М. Ф. Фроленко отмечал, что Баранников «сразу согласился на принятие участия в боевых нападениях. Для этого он был отлично приспособлен: хладнокровный, физически очень сильный, ловкий, храбрый».
По воспоминаниям современников, Баранников отличался яркой, выразительной внешностью: был высоким, крепким, смуглым и красивым мужчиной с чёрными глазами.
Выразительная внешность и молчаливость придавали его «лицу характер неподвижной мрачности». Фигнер сравнивала его с лермонтовским героем: «наружность Демона была как раз наружностью мрачного красавца Баранникова». В показаниях свидетелей он указан, как человек с «дикой» физиономией. В книге о Баранникове Фигнер приводит случай, когда народовольцы направили Желябова и Баранникова принимать нового члена в Исполнительный комитет. При этом новичку, по уставу, предварительно разъяснялись суровые требования: отдавать все силы революционному делу, жертвовать всеми связями и самой жизнью по требованию организации и нерушимо хранить тайну её состава и деятельности:

Тогда в шутку мы говорили, что Желябов назначается для того, чтобы говорить, а Баранников — чтобы устрашать.

## Семья
- Жена — Мария Николаевна Оловенникова (с марта по конец августа 1879 года).

## Память
В Нижнем парке Липецка в 1972 году был открыт памятник народовольцам с именами участников Липецкого съезда, в том числе А. И. Баранникова.

## В литературе
- Баранников — один из персонажей исторического романа Эдварда Радзинского «Князь. Записки стукача» из 2013 года.